# Azioni proprie
Nel diritto societario si definiscono azioni proprie quei titoli, rappresentanti una parte del capitale sociale di una società per azioni, che sono posseduti dalla società stessa.
L'operazione di acquisto (o riacquisto) di azioni proprie (denominata operazione di Buy-back) viene solitamente effettuata per motivi e con finalità diverse:
1. Può accadere che uno dei soci di minoranza decida di uscire dalla società mettendo a disposizione il proprio pacchetto azionario, normalmente offerto in opzione agli altri soci. Qualora questi non intendano acquistarli, per consentire comunque ai soci di esprimere una sorta di "gradimento" degli eventuali acquirenti terzi, la società procede all'acquisto di tali azioni, in attesa di reperire un investitore "gradito" a cui cederle.
2. Nel caso di società quotate alla Borsa valori, questa operazione consente di accrescere la considerazione degli investitori nella società, rappresentando un segnale di fiducia della società in sé stessa.
3. Altro scopo per una società quotata può essere quello di sostenere il corso del titolo, dirottando fondi sullo stesso e provocando un aumento della domanda, con conseguente incremento del prezzo di riferimento.
4. Nel caso di grandi società, l'acquisto di azioni proprie può essere finalizzato alla successiva cessione delle stesse al management, in esecuzione dei cosiddetti piani di stock option.

La disciplina delle azioni proprie è dettata dagli artt. 2357 ss. c.c., innovata prima con la l. 142/08, quindi con il d.lgs. 224/2010.
Il limite quantitativo all'acquisto di azioni proprie, in valore nominale, è massimo di un quinto del capitale sociale  per le società  che  fanno  ricorso  al  mercato  del capitale di rischio ed è fatto vincolo di impiegare solo utili distribuibili e riserve disponibili risultanti dall'ultimo bilancio regolarmente approvato. Correlativamente, per le società non soggette ai principi IAS, deve essere costituita una riserva indisponibile al passivo di bilancio che deve essere mantenuta finché le azioni proprie non sono vendute o annullate. Si parla di riserva per azioni proprie in portafoglio, imputata a bilancio nel patrimonio netto, di entità pari al valore attribuito alle stesse azioni proprie, rappresentato dal prezzo di acquisto. Le azioni oggetto dell'acquisto devono risultare interamente liberate.
Pur trattandosi di una competenza gestoria, non è consentito agli amministratori di acquistare o vendere azioni proprie se non in base ad un'autorizzazione dell'assemblea ordinaria.
Se tali condizioni non vengono rispettate, l'acquisto resta valido, ma la società è obbligata a vendere le azioni acquistate entro il termine di un anno. In caso contrario, la società sarà costretta ad una riduzione del capitale sociale nominale annullando le azioni acquistate.
A differenza dell'acquisto di azioni proprie, consentito con limitazione, la sottoscrizione di azioni proprie è vietata in modo assoluto (e dal 2010 non è più consentito nemmeno l'esercizio del diritto di opzione per le azioni proprie in portafoglio).
Nel caso in cui la sottoscrizione avvenga comunque, questa resta valida, ma sarà imputata agli amministratori della società (e non alla società stessa, dunque), o, in caso di sottoscrizione indiretta di azioni proprie, al terzo che ha effettuato la sottoscrizione. È però discusso se le azioni debbano risultare intestate alla società come azioni proprie, ed essere quindi alienate o annullate.
Le azioni proprie in portafoglio non conferiscono il diritto di voto, che è sospeso. Le stesse tuttavia si computano nelle assemblee come intervenute ed astenute: ciò al fine di non alterare le maggioranze.
Infine, nel 2008 è stata consentita l'assistenza finanziaria su azioni proprie, cioè prestiti o garanzie della società a favore di terzi o soci che intendano acquistare azioni. L'assistenza finanziaria è soggetta alle medesime condizioni previste per l'acquisto.